# Piotr Gojniković
Piotr Gojniković (serb.: Петар Гојниковић, Petar Gojniković) – książę serbski panujący od około 892 do 917 roku.
Piotr był synem Gojnika, którego po 870 roku zwycięski brat Muncimir odesłał do Bułgarii jako zakładnika. Gojnik wraz z bratem Strojimirem był rzecznikiem oparcia się w polityce zagranicznej Serbii na przymierzu z Chorwatami i to przy pomocy Chorwatów udało się Piotrowi około 892 roku strącić z tronu serbskiego swego kuzyna Pribisława. Wspierający Pribisława Bułgarzy zajęci w tym czasie wojną domową nie mogli wspomóc swego sojusznika. W 897 lub 898 roku poparli innego kandydata do tronu Klonimira Strojimirovicia, który bezskutecznie próbował zdobyć władzę. Piotr Gojniković utrzymał się na tronie, utrzymując poprawne stosunki z Bizancjum oraz zawierając traktat pokojowy z carem bułgarskim Symeonem. Podporządkował sobie najbardziej na zachód wysunięte plemiona serbski - Narentan. Okrążywszy w ten sposób z trzech stron od zachodu, północy i wschodu ziemie sąsiadującego z Serbią Zahumla, podjął starania o podporządkowanie go sobie. Ostatecznie władca Zahumla Michał Wyszewic sprowadził na Serbię Bułgarów informując cara bułgarskiego, swego sprzymierzeńca, o antybułgarskim przymierzu Piotra Gojnikovicia i zamierzonej agresji serbsko-węgierskiej na Bułgarię.
W 917 roku car Symeon niespodziewanie najechał Serbię, strącił z tronu Piotra Gojnikovicia i osadził swego kandydata Pawła Bronovicia. Piotr zmarł niedługo potem w więzieniu w Bułgarii.